# Gaetano Cesari
Gaetano Cesàri (Cremona, 24 giugno 1870 – Sale Marasino, 21 ottobre 1934) è stato un musicologo, critico musicale e bibliotecario italiano.

## Biografia
Nato in una famiglia di modeste condizioni economiche, intraprese studi regolari in campo musicale solo a partire dal 1887, quando entrò nel conservatorio di Milano dopo aver frequentato un istituto tecnico. Dopo essersi diplomato in violoncello nel 1891, proseguì gli studi di composizione e di musicologia in Germania. Si laureò in Filosofia all'Università di Monaco nel 1907 con una tesi intitolata Die Entstehung des Madrigals im XVI Jahrhundert, che gli frutterà la lode e sarà poi pubblicata anche in italiano col titolo Le origini del madrigale musicale cinquecentesco nel 1912 sulla Rivista musicale italiana, XIX, 1, pp. 380-428.
Il 10 maggio 1904 fu iniziato in Massoneria nella loggia La Ragione di Milano, appartenente al Grande Oriente d'Italia, .
Ritornato in Italia dopo i suoi studi, nel 1908, Gaetano Cesari iniziò l'attività di critico musicale. Fu critico musicale dei quotidiani Il Secolo e Corriere della Sera (dal 1917 al 1924), della Rivista musicale italiana, e perfino di periodici stranieri (Revue des pays latins e Bulletin de la Société internationale de musicologie). Fu bibliotecario al conservatorio «Giuseppe Verdi» di Milano e insegnò Storia della musica all'Università degli Studi di Milano. Si interessò soprattutto alla storia della teoria musicale nel Medio evo e in epoca rinascimentale. Svolse un importante lavoro di schedatura del patrimonio musicale in Lombardia; in particolare, studiò i manoscritti riguardanti la teoria musicale conservati nella Biblioteca Ambrosiana e nel 1911 pubblicò il Catalogo ragionato. Nel 1931 fondò la collana di Istituzioni e monumenti dell'arte musicale italiana pubblicati dall'editore Ricordi.
La sua città natale gli ha dedicato la via che collega il teatro Ponchielli alla chiesa di San Pietro al Po.

## Scritti (selezione)
- «L'Orfeo di Claudio Monteverdi all'Associazione di amici della musica di Milano», Rivista musicale italiana, XVII, fascicolo 1 (1910), pp. 132-178
- Catalogo delle opere musicali teoriche e pratiche di autori vissuti sino ai primi decenni del secolo XIX, esistenti nelle biblioteche e negli archivi pubblici e privati d'Italia: città di Milano, Biblioteca Ambrosiana, compilatore delle schede Gaetano Cesari, Parma: M. Fresching, 1911
- Le origini del madrigale cinquecentesco, Torino: Fratelli Bocca, 1912
- (con Alessandro Luzio) I copialettere di Giuseppe Verdi; con prefazione di Michele Scherillo, Milano: Tip. Stucchi Ceretti & C., 1913; Ristampa anastatica: Bologna: Forni, 1968
- Giorgio Giulini, musicista: contributo alla storia della sinfonia in Milano, Torino : F.lli Bocca, 1917
- Musica e musicisti alla corte sforzesca, Milano: Ulrico Hoepli, 1923
- Lezioni di storia della musica tenute nella Regia Università di Milano: Riassunte e corredate da una Appendice di esempi musicali e di figure. I periodo. Del canto monodico solistico e Corale dagli inizi della melopea liturgica cristiana a tutto il Medioevo, Milano: Ricordi, 1931